# داگمار روم
داگمار روم (انگلیسی: Dagmar Rom; ۱۶ ژوئن ۱۹۲۸) اسکی‌باز آلپاین، و بازیگر اهل اتریش بود.